# Республиканский центр по гидрометеорологии, контролю радиоактивного загрязнения и мониторингу окружающей среды
Государственное учреждение «Республиканский центр по гидрометеорологии, контролю радиоактивного загрязнения и мониторингу окружающей среды» (Белгидромет) — некоммерческая организация Министерства природных ресурсов и охраны окружающей среды Белоруссии.

## История

### Метеонаблюдения в Белоруссии
Первые сведения о погоде на территории современной Белоруссии встречаются в различных летописях. Например, Лаврентьевская и Никоновская летописи упоминают, что 3 марта 1067 года, когда впервые упоминается город Минск и Битва на Немиге был 

снег велик, стояла суровая зима и страшные холода
В Ипатьевской летописи содержатся сведения за 1190 год, согласно которым, 

зимою в Пинске было тепло, сошёл снег
В Южнорусской летописи также неоднократно встречаются сведения о погоде на территории современной Белоруссии. Например, там сообщается, что 3 августа 1694 года 

вокруг Витебска выпал большой град, побивший в поле весь хлеб
и что в 1698 году 

в Витебске была сильная буря
Однако систематические метеонаблюдения начались только в XIX веке. Первая метеостанция была открыта в Могилеве в 1808 году, в конце 1809 года метеостанция открылась в Витебске, в 1834 году — в Бресте, в 1836 году — в Бобруйске и Свислочи, в 1837 году — в Гродно, в 1841 году — в Горках, в 1846 году — в Минске. По указу Николая I 1 апреля 1849 года в Санкт-Петербурге была создана Главная физическая обсерватория (ГФО). Инициатором создания ГФО был академик А. Я. Купфер, назначенный первым директором обсерватории. Восемь вышеупомянутых метеостанций были включены в состав опорной сети ГФО. В 1886 году число опорных метеорологических пунктов на территории современной Белоруссии возросло до 45.
С 1850 года началась публикация материалов метеонаблюдений в «Своде наблюдений ГФО», в дальнейшем (с 1865 по 1910 годы) данная информация стала публиковаться в «Летописях ГФО». Так, на 1895 год туда вошли данные с 17 метеостанций, расположенных на территории современной Белоруссии, к 1897 году их число возросло до 21. В целом, в 1897 году на белорусских землях функционировали уже порядка 100 метеорологических станций и пунктов включая станции III разряда. На 1906 год «Летописи ГФО» приводили сведения уже о 43 метеостанциях в белорусских губерниях, на территории современной Белоруссии из них находятся 38.
Гидрологические наблюдения на белорусских землях начались в начале XVIII века в связи с развитием судоходства на реках и строительством судоходных каналов. Систематические исследования гидрологии белорусских рек начались с созданием Главного управления водяных и сухопутных путей сообщения. С 1808 года начались наблюдения за сроками образования ледового покрова и вскрытием рек. В 1876 году на крупных белорусских реках был организован ряд стационарных гидрологических постов для целей судоходства. С 1873 по 1898 год гидрологию Полесья активно изучала «Западная экспедиция по осушению болот» под руководством Иосифа Жилинского. В 1881 году было создано издание «Сведения о состояниях уровня воды на реках и озерах Европейской России по наблюдениям на 80 водомерных постах», где публиковались в том числе и данные наблюдений с постов на территории Белоруссии. С 1881 по 1910 год каждое десятилетие выходил выпуск издания «Сведения об уровне воды на внутренних водных путях России», где содержалась информация с гидрологических постов.
На 1914 год на территории современной Беларуси действовало 27 метеостанций, 65 дождемерных постов и 63 водомерных поста, относившихся к различным организациям. Всего на территории белорусских губерний было 44 станции II разряда и 76 — III разряда.
Метеорологическая сеть на белорусских землях пришла в упадок во время Первой мировой и Гражданской войн. Гидрологические наблюдения были приостановлены, многие метеостанции были разрушены или просто закрыты.

### Метеорологическая служба в советское время
На 1919 год на территории Белоруссии функционировали всего 7 метеостанций. С окончательным установлением советской власти задачи российской гидрометеослужбы стали определяться изданным 21 июня 1921 года Советом Народных Комиссаров РСФСР и подписанным В. И. Лениным декретом «Об организации метеорологической службы в РСФСР». В этот период началась реконструкция и модернизация метеорологической службы и на территории союзных республик, вскоре образовавших СССР. Так, в 1921 году реконструированы 8 водомерных и 2 дождемерных поста. В этот период большинство метеостанций находились в ведении Народного комиссариата земледелия и Народного комиссариата путей сообщения, в то же время, метеостанции в Горках, Василевичах, Марьиной Горке и Новом Королёве подчинялись Главной геофизической обсерватории.
2 июня 1923 года было принято решение о создании в БССР собственной сети метеорологических наблюдений с включением туда действующих метеостанций и гидрологических постов (7 станций  II и 2 — III разряда), относившихся к Наркомату путей сообщения. Датой образования метеорологической службы БССР считается 1 июля 1924 года, когда при Опытном отделе Наркомзема было создано Метеорологическое бюро, заведующим которого был назначен Николай Павлович Мышкин. Основная задача организации заключалась в обеспечении руководства и нормального функционирования метеорологической службы, расширении сети станций и постов, сборе и обработке метеорологических данных и доведении гидрометеорологической информации до заинтересованных ведомств и организаций. В 1925 году Метеобюро начало издание материалов по форме Летописей ГФО. Первый белорусский бюллетень погоды выпущен в апреле 1925 года. В июле 1926 года над Минском был запущен первый на территории Белоруссии шар-пилот. В том же году начались систематические агрометеорологические наблюдения, стали проводиться научные исследования на тему градобития.
В 1927 году Метеорологическое бюро вошло в состав Белорусской геофизической службы, организованной как подразделение Белорусского научно-исследовательского Института Сельского и Лесного хозяйства при СНК БССР. На 1 января 1927 года на территории БССР насчитывалось 20 метеостанций II разряда (из них 9 находились в ведении Наркомзема СССР, 7 — Наркомпути СССР и 4 — ГФО), 37 дождемерно-снегомерных постов (30 — в ведении Наркомзема, 5 — ГФО и 2 — Наркомпути), 40 водомерно-дождемерных постов в ведении отдела землеустройства и мелиорации Наркомзема, 15 снегомерных постов в составе Наркомзема, 2 аэростатные станции в Минске и Горках и 7 водомерных пунктов. В 1928 году Метеорологическое бюро реорганизовано в Отдел сети метеостанций, занимавшийся сбором, проверкой и обработкой данных с функционировавших в то время на территории республики 80 метеостанций, а также составлением ежемесячных обзоров погоды и связи её с сельским хозяйством и другими отраслями. Тогда же к нему были отнесены все метеостанции, находившиеся в ведении ГФО. Гидрологические же работы были возложены на гидрологический отдел Наркомзема.
7 августа 1929 года ЦИК и СНК СССР выдали постановление № 468 «Об объединении гидрологической и метеорологической службы и создании Единой Службы в стране с руководящим органом — Гидрометкомитетом СССР», вскоре после этого согласно Постановлению СНК БССР № 120 от 23 марта 1929 года был организован Гидрометкомитет БССР, утверждено положение об организации единой гидрометеорологической службы в республике и качественного обслуживания ей всех отраслей народного хозяйства и обороны. Согласно Постановлению СНК БССР № 170 от 3 июля 1930 года при Гидрометкомитете был создан Белгидрометинститут, в состав которого вошли Белорусская геофизическая служба НИИ Сельского и Лесного хозяйства и подчинённая ей сеть метеостанций, сеть метеостанций Наркомпути, опытные станции, гидрологический отдел Наркомзема и принадлежащая ему сеть водомерных и дождемерных постов. Позже в ведомство была включена также сеть гидрологических постов Днепровского речного транспорта, а также другие гидрологические посты. Вновь образованную организацию возглавил Павел Николаевич Адамов.
Согласно постановлению СНК БССР от 3 октября 1930 года в Минске начато строительство Геофизической обсерватории. Строительство трёхэтажного исследовательского корпуса обсерватории с башней, а также жилых помещений для её сотрудников, осуществлялось под руководством Алексея Ивановича Кайгородова, разработавшего 5-летний план оборудования и развития обсерватории и возглавившего её после её открытия. Строительство было завершено к 1 января 1936 года, после чего обсерватория была открыта.

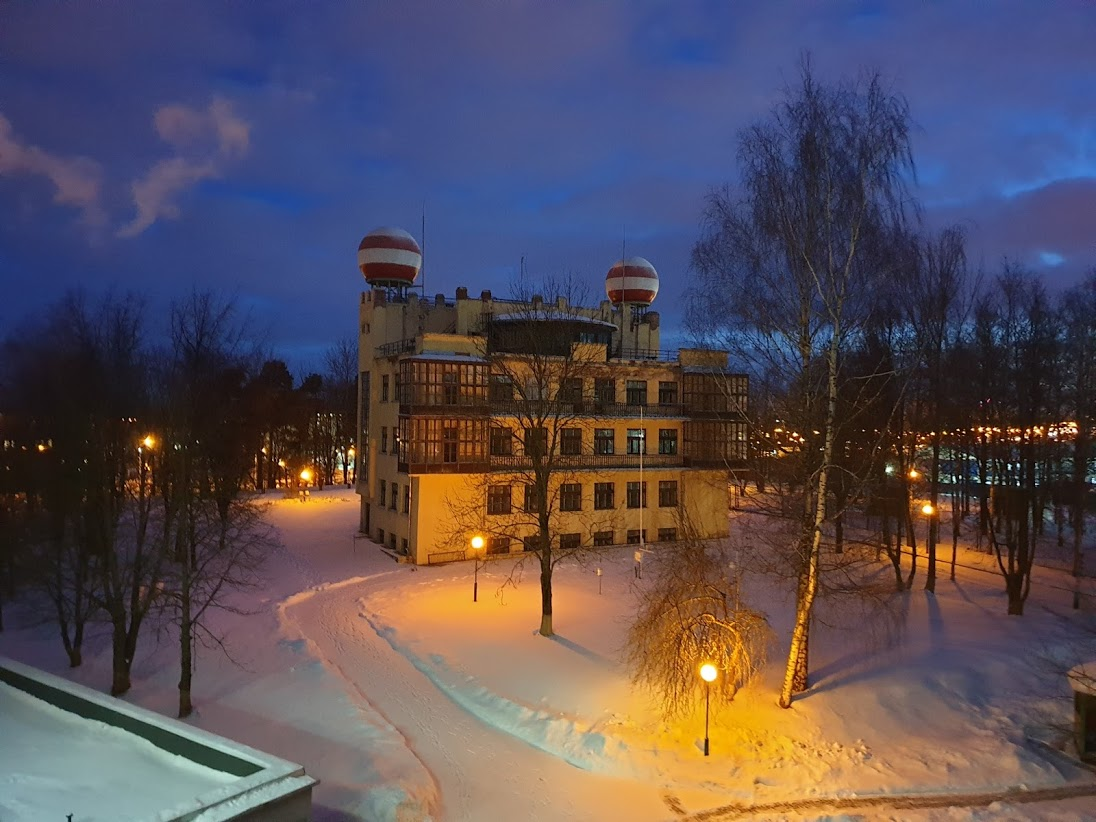
Обсерватория Белгидромета

В 1931 году согласно постановлению СНК СССР Гидрометкомитеты стали подчиняться Наркомату земледелия. На февраль 1931 года на территории БССР насчитывалось 40 метеорологических и 23 гидрологических станции и поста, находившиеся в ведении Белорусского Гидрометинститута. Согласно Постановлению СНК БССР от 28 марта 1933 года Гидрометкомитет был реорганизован в Главное управление единой гидрометеослужбы при Наркомземе БССР. В 1937 году руководство белорусской метеослужбой перешло в ведение Смоленского управления гидрометеослужбы. В 1939 году в связи с присоединением к БССР Западной Белоруссии, до этого входившей в состав Польши, произошло расширение метеорологической сети БССР, в связи с чем было организовано Управление гидрометеорологической службы БССР (позднее переименовано в Белорусское управление гидрометеорологической службы). На конец 1940 года оно подчинялось Главному управлению гидрометеорологической службы при СНК СССР. На начало 1941 года в БССР насчитывалось 464 метеостанции и гидрологических поста (139 метеостанций II и III разрядов и 325 гидрологических станций и постов), подчинявшихся гидрометеослужбе СССР.
В период Великой Отечественной войны
С началом Великой Отечественной войны Управление гидрометеослужбы прекратило свою деятельность, а его сотрудники вступили в ряды Красной Армии или были эвакуированы на неоккупированные территории. Однако и на захваченных фашистами землях отдельные метеостанции продолжали работу. Так, не прекращались наблюдения в Горках, Борисове, Василевичах, Ганцевичах, Марьиной Горке и ряде других населённых пунктов. Однако в ходе боевых действий большинство данных метеонаблюдений за этот период было утрачено. Тем временем, немецко-фашистские захватчики на базе Болотной станции в Минске возобновили деятельность Болотного института, на базе которого проводили собственные метеонаблюдения для нужд Вермахта. Также немцы осуществляли метеонаблюдения в Лошице, где в бывшей панской усадьбе расположилась Ставка гауляйтера Беларуси.
С 1942 года Белорусский штаб партизанского движения с целью налаживания работы авиации начал организацию пунктов метеонаблюдения вблизи контролируемых партизанами взлётно-посадочных полос и мест высадки солдат Красной Армии. Информация о погоде с этих пунктов по три раза в день передавалась по радио. Партизанские метеопункты существовали на территории Барановичской, Брестской, Вилейской, Витебской, Гомельский, Минской, Могилёвской и Пинской областей. На крупных партизанских аэродромах, таких как Бегомль, «остров Зыслов», Печище, Поречье, Сварынь, Селявщина комендант аэродрома и представитель штаба авиации дальнего действия одновременно являлся синоптиком и снабжал экипажи самолётов метеорологической информацией о фактической погоде в районе посадки и прогнозе на время полёта непосредственно перед вылетом. Данные с партизанских метеорологических пунктов активно использовались и для обслуживания военной авиации Государственным управлением гидрометеорологической службы. В июне 1943 года в Москве возобновило работу Белорусское Управление гидрометеорологической службы, называвшееся в тот период Западное Управление гидрометслужбы Московского Военного округа. Ведомство возглавил Андрей Анисимович Гломозда, впоследствии проработавший руководителем Белорусской гидрометеослужбы до 1980 года. По приказу Государственного Управления гидрометеорологической службы Красной Армии от 12 июня 1943 года в ведение Западного Управления с 10 июля 1943 года передавалось 18 действующих гидрометеостанций и 18 постов на территории Смоленской области с их сотрудниками. Летом того же года на контролируемой партизанами территории Могилёвской области была впервые испытана автоматическая метеостанция, бесперебойно работавшая в течение месяца, передавая температуру воздуха и атмосферное давление каждые четыре часа.
За период Великой Отечественной войны метеорологическая служба Белоруссии была практически полностью уничтожена. Были разрушены около 85% метеостанций и 90% гидрологических постов, погибли свыше 300 квалифицированных метеорологов, уничтожено или вывезено в Германию значительное количество данных наблюдений и научно-технического оборудования. Однако восстановление сети метеонаблюдений осуществлялось сразу же по мере освобождения оккупированных территорий. Так, согласно изданному в декабре 1943 года приказу был утверждён план восстановления гидрометеостанций и постов Западного Управления Гидрометслужбы Белорусского Военного Округа, согласно которому планировалось возобновить работу 52 метеостанций и 189 гидрологических постов на территории Белоруссии. В январе 1944 года Западное Управления Гидрометслужбы Московского Военного Округа передано в состав Белорусского Военного Округа. В скорости после освобождения от немецко-фашистских захватчиков Минска оно было перебазировано туда. Сеть метеонаблюдений на территории БССР была в значительной степени восстановлена уже к концу 1944 года. На начало 1945 года в БССР функционировало 46 метеорологических станции и 185 гидрологических постов, возобновили работу Белорусская геофизическая обсерватория, органы службы метеопрогнозов и управления метеослужбой.
После войны
В августе 1945 года состоялось первое послевоенное собрание руководителей метеостанций БССР и представителей ряда обслуживаемых ими ведомств. В 1946 году Управление Гидрометслужбы Минского Военного Округа, как оно называлось в конце войны, было переведено на гражданское положение и реорганизовано в Управление Гидрометслужбы Белорусской ССР. В 1948 года белорусская гидрометеорологическая служба вошла в состав Всемирной метеорологической организации, после чего её представители получили возможность принимать участие в её конгрессах и сессиях региональных ассоциаций. В 1951 году коллектив УГМС БССР получил переходящее Красное знамя Государственного управления гидрометеорологической службы и Центрального комитета работников авиации. В 1960-е годы происходила активная модернизация метеоприборов, появлялись новые инструменты наблюдения за видимостью, такие как М-53, М-71, М-37, РДВ-1, анемометры и метеозонды. Сбор, обработка и распространение гидрометеорологических сведений в БССР начинали автоматизироваться. В период с марта 1971 по декабрь 1973 года начали внедряться автоматические метеостанции М-106 с комплектами метеоприборов, на автоматический режим работы перевелись 25 метеостанций., на которых проводились исключительно инструментальные наблюдения за основными метеорологическими показателями, такими как температура воздуха, атмосферное давление, влажность воздуха, направление и скорость ветра, количество осадков, солнечное сияние, температура почвы на разной глубине, высота нижней границы облачности. Также было начато испытание автоматизированных гидрологических постов, автоматизировались сбор и обработка агрометеорологической, аэрологической информации, актинометрические наблюдения.
На 1974 год главной организацией белорусской метеослужбы был Белорусский территориальный гидрометеорологический центр, на его балансе находились 3 обсерватории, 34 метеостанции, 16 авиаметеостанций, 7 гидрологических станций, 6 станций специального назначения (3 агрометеорологические, а также болотная, лесная и озёрная), 201 гидрологический пост и порядка 700 агрометеорологических постов. В 1979 году Управление гидрометслужбы БССР реорганизовали в Белорусское республиканское управление по гидрометеорологии и контролю природной среды, в 1988 году его переименовали в Белорусское республиканское управление по гидрометеорологии.

### Организация в независимой Белоруссии
В 1991 году произошла реорганизация Белорусского республиканского управление по гидрометеорологии в Главное управление по гидрометеорологии при Совете Министров Республики Беларусь. После провозглашения Белоруссией суверенитета началась разработка Закона Республики Беларусь «О гидрометеорологической деятельности», которым устанавливались правовые основы осуществления гидрометеорологической деятельности национальной гидрометеорологической службы. В 1995 году Главное управление по гидрометеорологии при Совете Министров Республики Беларусь было передано в ведение Министерства по чрезвычайным ситуациям и защите населения от последствий катастрофы на Чернобыльской АЭС Республики Беларусь и преобразовано в Комитет по гидрометеорологии Министерства по чрезвычайным ситуациям и защите населения от последствий катастрофы на Чернобыльской АЭС Республики Беларусь, а в 1997 году — в Государственный комитет по гидрометеорологии Республики Беларусь. Закон «О гидрометеорологической деятельности» был окончательно разработан и принят 10 мая 1999 года. В 2001 году Госкомитет по гидрометеорологии Республики Беларусь был ликвидирован согласно Указу Президента Республики Беларусь Александра Лукашенко. Организация включена в состав Министерства природных ресурсов и охраны окружающей среды Республики Беларусь в качестве Департамента по гидрометеорологии, включавшего Республиканский гидрометеорологический центр, Республиканский авиационно-метеорологический центр, Республиканский центр радиационного контроля и мониторинга окружающей среды, 6 областных гидрометеорологических центров, 2 межрайонных центра по гидрометеорологии и мониторингу окружающей среды, 54 метеостанции, 86 метеорологических постов, 8 авиационно-метеорологических гражданских станций, 3 гидрологические станции, 136 гидрологических постов, 6 агрометеостанций, станция фонового мониторинга, озёрная и болотная станции. 9 января 2006 года был принят новый Закон Республики Беларусь № 93-З «О гидрометеорологической деятельности».
В 2015 году произошло объединение Государственного учреждения «Республиканский гидрометеорологический центр» и государственного учреждения «Республиканский центр радиационного контроля и мониторинга окружающей среды» в Государственное учреждение «Республиканский центр по гидрометеорологии, контролю радиоактивного загрязнения и мониторингу окружающей среды» (Белидромет). С 2016 года Белгидромет совместно с международными организациями осуществляет комплексный экологический мониторинг в районе строительства Белорусской АЭС. В 2017 году в состав Государственного учреждения «Республиканский центр по гидрометеорологии, контролю радиоактивного загрязнения и мониторингу окружающей среды» вошли областные центры по гидрометеорологии и мониторингу окружающей среды

## Современная структура
В настоящее время государственная сеть гидрометеорологических наблюдений Республики Беларусь и ГУ «Республиканский центр по гидрометеорологии, контролю радиоактивного загрязнения и мониторингу окружающей среды» как организация включают 191 объект:
- 6 областных филиалов Гидромета и 3 межрайонных центра по гидрометеорологии и мониторингу окружающей среды
- 51 метеорологическую станцию
- аэрологические станции в Бресте, Гомеле и Минске, проводящие радиозондирование
- 7 авиационных метеорологических гражданских станций
- 5 агрометеорологических станций
- 3 гидрологические станции
- станция фонового мониторинга
- 114 гидрологических постов
- болотная станция[1]

## Основные цели деятельности
Основные цели и задачи деятельности Белгидромета заключаются в осуществлении систематических наблюдений за метеорологической обстановкой и состоянием окружающей среды, сбор, анализ и обобщение метеорологической информации; составление гидрометеорологических прогнозов, предоставление информации о фактических и прогнозируемых метеоусловиях, радиационно-экологической обстановке, вынесение предупреждений об опасных гидрометеорологических явлениях заинтересованным государственным органам, иным организациям, отраслям экономики и гражданскому населению; обеспечение оперативного реагирования на техногенные происшествия, влекущие за собой загрязнение окружающей среды; ведение климатического и водного кадастра; научные исследования климата, гидрологии и агрометеорологической ситуации условий на территории Республики Беларусь, анализ региональных изменений погоды и климата; межгосударственный обмен метеорологической и экологической информацией по рекомендациям ЮНЕСКО и Всемирной метеорологической организации.
В рамках международного сотрудничества сотрудники Белгидромета участвуют в различных международных проектах, таких как Baltic Earth, BALTRAD и др..

## Критика
15 марта 2013 года в Белоруссию пришёл сильный снежный циклон «Хавьер». Коммунальные службы города оказались не готовы к сильному ветру и снегопадам, и в Минске и других регионах Белоруссии случился транспортный коллапс. Многие граждане возложили вину на «Белгидромет», однако начальник службы метеопрогнозов Белгидромета Дмитрий Рябов отметил, что синоптики отслеживали циклон и его траекторию с самого начала его появления и разослали предупреждения в различные службы. По его мнению, возникшие проблемы стали следствием халатности и беспечности городских служб и отдельных граждан.
14 сентября 2017 года Президент Республики Беларусь Александр Лукашенко во время назначения нового министра природных ресурсов Андрея Худыка обрушился на входящий в состав ведомства Белгидромет и качество составляемых им прогнозов с резкой критикой: 

Их прогнозы порой не то что читать… Иногда, прочитав, хочется, чтобы вообще ничего там не прогнозировали. Там больше тысячи человек. Займитесь этой структурой и научитесь работать у структуры — совсем небольшая — в нашей армии есть (в ВВС и войсках ПВО) — на трое суток информация по часам, и ни разу не ошибались. И когда я читаю вашу информацию, а я каждый день ее получаю, у меня желание просто разогнать эту организацию. Если не умеете работать, свяжитесь с военными уже, научитесь у них работать.
Следует отметить, что в действительности служба прогноза погоды Министерства обороны взаимодействует с «Гидрометом», а не работает обособленно от него, и последняя организация также участвует в создании прогноза для военных, который Лукашенко посчитал точным. В ответ на критику Президента новый министр природных ресурсов пообещал обратить внимание на проблему, в частности, путём повышения качества оборудования и уровня квалификации сотрудников, приводя в пример государства, где уровень точности прогнозов погоды составляет до 95% (самим Белгидрометом точность краткосрочных прогнозов оценивается в 90%, однако эти данные подвергаются сомнению), однако отметил, что составление стопроцентно сбывающегося прогноза невозможно в принципе. В скорости после выступления Президента, 22 сентября из Гидромета был уволен начальник службы метеопрогнозов Белгидромета Дмитрий Рябов, являвшийся наиболее узнаваемым лицом организации среди населения (вскоре он устроился ведущим прогноза погоды на телеканал ОНТ).
11 июня 2019 года в рамках поручения Главе Администрации Президента Беларуси Наталье Кочановой Лукашенко вновь выступил с критикой в отношении организации: 

С ними надо что-то делать. Их надо или разгонять, или приводить в чувство. В лучшем случае в какой-то день на 50—70% достоверность прогноза погоды. Нам такой Гидрометцентр не нужен. Я уже ориентируюсь на военных, которые видят в реальном времени погоду, подскажут, где идут дожди по республике и что будет в ближайшие 12 часов. Почти на 100% дают точный прогноз, правда, короткий. Мы должны знать, что происходит, что будет завтра, послезавтра, чтобы ориентироваться. Вот как [председателям райисполкомов] работать? Им сейчас косить эти посевы, которые начали подсыхать и желтеть, или еще два-три дня подождать? Это зависит от прогноза погоды. А у нас отвратительный прогноз. Разбирайтесь с Худыком и Гидрометцентром.
.